# Чжэн Гоэнь
Чжэн Гоэнь (кит. 郑国恩; январь 1930 года ― 18 апреля 2019 года) ― китайский кинематографист, кинорежиссёр и педагог. 
В течение многих лет был профессором Пекинской киноакадемии, где обучал многих выдающихся китайских кинематографистов, включая Чжан Имоу. Был удостоен премии на  27-м кинофестивале «Золотой петух и сто цветов» в 2018 году.

## Биография
Чжэн Гоэнь родился в январе 1930 года в Аньда, провинция Хэйлунцзян. Начал работать в Северо-Восточную киностудию в качестве стажера в 1948 году и работал кинематографистом в студии после завершения обучения. Поступил в Северо-Восточный педагогический университет в 1951 году, где изучал русский язык, и через три года окончил его.
С 1954 по 1956 год работал и обучался на Мосфильме в Советском Союзе . Вернувшись в Китай в 1956 году, он начал преподавать в Пекинской киноакадемии. С 1962 по 1964 год он провел ещё два года в Советском Союзе, где окончил курс во Всесоюзном государственном институте кинематографии.
После окончания Культурной революции Чжэн занимал должность заместителя председателя, а затем и самого председателя (после 1984 г.) кафедры кинематографии Пекинской киноакадемии. Среди его учеников были Чжан Имоу, Гу Чанвэй, Хоу Юн, Ван Сяоли и Чжан Хуэйцзюнь.
В 1999 год Чжэн отправился в Чэнду , где принял участие в создание отдела кинематографии в Сычуаньском университете кино и телевидения. Был назван почетным профессором в этом университете.
Чжэн был одним из режиссеров фильма «У подножья ледяной горы» (1984), выступил в качестве кинематографиста в «Гробница девушки» (1982) и «Красных волн в синем море» (1975), а также других фильмов. 
В ноябре 2018 года он получил награду за достижения на протяжении жизни на 27-м кинофестивале «Золотой петух и сто цветов».
Чжэн умер 18 апреля 2019 года в Пекине в возрасте 89 лет.